# Estación González Calderón
González Calderón es un paraje y centro rural de población con junta de gobierno de 4ª categoría del distrito Vizcachas del departamento Gualeguay, en la provincia de Entre Ríos, República Argentina. Lleva el nombre de su estación de ferrocarril, que lo recibió en homenaje a Jacinto González Calderón, primer presidente del Ferrocarril Primer Entrerriano.
No fue considerada localidad en los censos de 1991 y 2001 por lo que la población fue censada como rural dispersa. La población de la jurisdicción de la junta de gobierno no fue determinada en el censo 2001.
La junta de gobierno fue creada por decreto 3098/1984 MGJE del 24 de agosto de 1984.

## Estación González Calderón
González Calderón es una abandonada estación ferroviaria del desmantelado ramal Rosario del Tala - Gualeguay del Ferrocarril General Urquiza. Se encuentra precedida por el Desvío Las Colas y le sigue la Estación Lazo.
El 30 de enero de 1891 el ramal Tala-Gualeguay del Ferrocarril Central Entrerriano fue librado al servicio pasando el primer tren por la estación General Basavilbaso, luego renombrada González Calderón. Fue desactivado el 1 de junio de 1978.